# Arta preistorică
În istoria artei, arta preistorică este arta produsă în culturi preistorice, care încep undeva într-o istorie geologică foarte târzie și, în general, continuă până când cultura fie dezvoltă scrierea, fie alte metode de păstrare a evidențelor, sau face contact semnificativ cu o altă cultură care are, și care face unele recorduri de evenimente istorice majore. În acest moment începe arta antică, pentru culturile cele mai vechi cunoscute de știință. Data de sfârșit pentru epoca ce este acoperită de termen, astfel variază foarte mult între diferite părți ale lumii.
Cele mai vechi artefacte umane care prezintă dovezi de manoperă cu un scop artistic sunt subiectul unor dezbateri. Este clar că o astfel de manoperă a existat cu 40.000 de ani în urmă în epoca Paleoliticului superior, dar există dovezi de activitate artistică datând de acum 500.000 de ani efectuate de Homo erectus. 
Din paleoliticul superior până în mezolitic, apar picturile rupestre și arta portabilă, cum ar fi figurinele, mărgelele  și lucrări decorative pe unele obiecte utilitare. În neolitic apar dovezi de ceramică timpurie, precum și sculpturi și începutul construcției de megaliți. Primele lucrări de artă în piatră au apărut, de asemenea, în această perioadă. Apariția prelucrării metalelor în epoca de bronz a adus materiale suplimentare disponibile pentru a fi utilizate în a face artă, de asemenea o creștere a diversității stilistice, precum și crearea de obiecte care nu au avut nici o funcție utilitară evidentă, alta decât arta. De asemenea, s-a văzut dezvoltarea în unele domenii a artizanilor, o clasă de oameni specializați în producția de artă, precum și sisteme de scriere timpurie. Prin epoca fierului, civilizațiile cu scriere au apărut în Egiptul antic și în China antică.
Multe popoare din întreaga lume au continuat să producă lucrări artistice distinctive pentru cultura și zona lor geografică, până când explorarea și comerțul au adus metode pentru a le înregistra. Unele culturi, în special civilizația mayașă, a dezvoltat în mod independent scrisul în timpul în care au înflorit, care a fost apoi pierdut mai târziu. Aceste culturi pot fi clasificate ca preistorice, mai ales dacă sistemele lor de scriere nu au fost descifrate.

## Arta preistorică

### Arta paleoliticului
Cea mai veche dintre figurinele descoperite până acum a fost executată cândva între 500.000 și 300.000 î.e.n., în timpul perioadei Acheuleană medie.  Descoperită în Maroc, este lungă de aproximativ 6 centimetri.  Dovezile găsite sugerează că această piesă de artă străveche a fost adusă la o formă foarte asemănătoare cu cea finală de către procese naturale geologice, inclusiv procese de eroziune, necesitând intervenții minime ale uneltelor umane.  De asemenea, piesa prezintă indicii ce arată clar folosirea unei tehnici de vopsit, dovedită de existența urmelor unei substanțe uleioase ce conține, în special, fier și mangan.  Faptul că piesa a fost decorată prin pictare, indiferent de felul cum a ajuns să aibă forma sa finală, este suficient ca să poată fi categorisită ca artefact.  
Ghearele de vultur vechi de 130.000 de ani găsite în Krapina, Croația, au fost privite de unii antropologi ca un exemplu de artă de Neanderthal. Unii au sugerat că oamenii de Neanderthal ar fi copiat acest comportament de la Homo sapiens. Dar David W. Frayer a contestat acest punct de vedere, spunând că Homo sapiens nu se afla în regiunea în care au fost descoperite ghearele nici după 100.000 de ani.
Un alt obiect ornamental, o amuletă decorativă, realizată dintr-o bucată de dinte de mamut, veche de peste 100.000 de ani, a fost găsit pe teritoriul Ungariei actuale.
Descoperirile din Peștera Blombos, situată în Africa de Sud, au schimbat profund istoria artei. Pietrele descoperite acolo erau decorate cu modele roșii complexe, demonstrând că primii  Homo Sapiens erau capabili de abstractizare și de producerea de artă. Aceste lucrări datează de acum 70.000 de ani, cu mai mult de 50.000 de ani înainte de picturile rupestre de la Lascaux, Franța.
Încă din perioada 30.000 - 25.000 î.Hr. oamenii încep să creeze obiecte de podoabă gen mărgele, brățări și pandantive.
Între 25.000 și 20.000 î.Hr. sunt datate forme primare de mistică, reprezentate artistic prin picturi murale în peșteri, urme de pași ce par a fi ale unor dansatori și oase cioplite, ce par a fi instrumente de suflat și de percuție.

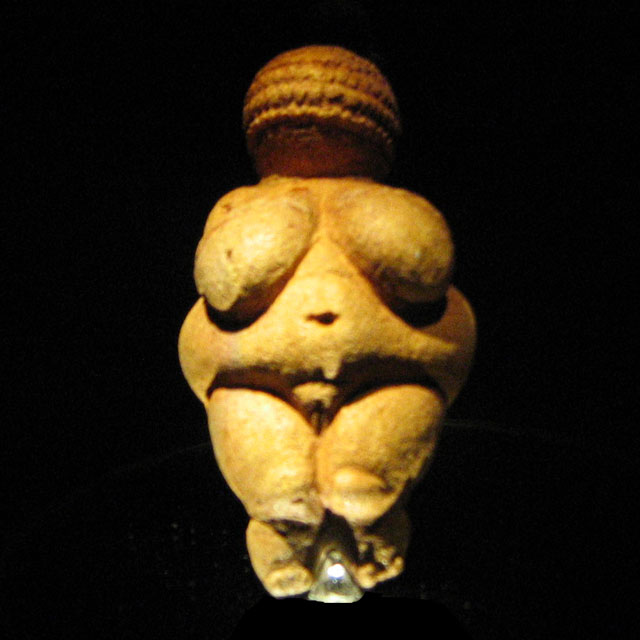
Venus din Willendorf

Cele mai timpurii forme ale artei europene datează din paleoliticul superior și includ atât picturi rupestre, precum ar fi cele din peșterile de la Lascaux, Franța, cât și artefacte, așa cum ar fi sculpturi reprezentând animale, dar și figurine feminine cu piept și șolduri bine dezvoltate (cunoscute și ca figurine de tip Venus, 25.000 - 20.000 î.Hr.), dintre care Venus din Willendorf este una dintre cele mai cunoscute. 
Există anumite speculații potrivit cărora doar Homo sapiens este capabil să creeze artă. Totuși, Homo erectus a creat cu mult timp înainte modele și artefacte fără un scop anume, cum sunt cele de la Bilzingsleben în Turingia; aceste pot fi considerate precursoare ale artei, și demonstrează intenția creatorului de a le decora mai mult decât este strict necesar. Simetria și atenția acordată formei unor unelte i-a făcut pe unii cercetători să considere topoarele și sulițelele din palaeoliticul mediu ca fiind tot o formă de artă. Statueta lui Venus din Berekhat Ram (Israel) și cea din Maroc, Venus din Tan-Tan, datând din 800,000-220,000 î.e.n., ar putea reprezenta primele încercări de a reproduce forme umanoide, o descoperire recentă, masca de la La Roche-Cotard în Franța, sugerează că omul de Neanderthal a dezvoltat o tradiție artistică mai sofisticată și mai complexă.
În Ucraina (situl de la Mizyn), au fost găsite brățări de fildeș de mamut cu ornamente sculptate, datând din perioada Musteriană a Paleoliticului. 

Desenul unor brățări din perioada Musteriană

### Arta mezoliticului
Articol principal: Arta mezoliticului
Perioada Mezolitică prezintă câteva exemple de artă "portabilă", cum ar fi pietrele sculptate (Azilien) de la Birseck, Eremitage în Elveția, și, în anumite zone, cum ar fi Levantul spaniol, artă stilizată. Din această perioadă mai sunt cunoscute și modelele de pe obiectele utilizate în viața de zi cu zi, cum ar fi vâslele de la Tybrind Vig, Danemarca.

### Arta neoliticului
Se pare că populația Jōmon din Japonia antică a fost prima civilizație care a dezvoltat olăritul, încă din mileniul al XI-lea î.e.n. Civilizația Jōmon a creat figurine din lut și veselă decorată cu modele realizate prin imprimarea lutului umed cu sfori sau lemne.
Sculptura devenise o artă încă din Neolitic, primele sculpturi reprezentând figurine antropomorfe, deseori însoțite de animale. Aceste sculpturi datează din mileniul al X-lea î.e.n. și au fost descoperite la Nevali Cori și Göbekli Tepe, în apropiere de Urfa în estul Turciei
Statuile neolitice de la Lepenski Vir, Porțile de Fier, Serbia datează din mileniul al VII-lea î.e.n. și reprezintă oameni sau amestecuri între oameni și pești.
În Europa Centrală, multe culturi neolitice, cum ar fi linearbandkeramic, lengyel sau vinča, produceau statuete animale care pot fi numite artă, însă există încă discuții dacă olăria  pictată de la želiesovce și lengyel pot fi numite astfel.
Monumente megalitice (menhire, dolmene) din perioada neoliticului se pot întâlni din Portugalia până în Regatul Unit și Polonia. Ele au apărut începând din mileniu al cincilea î.e.n., deși anumiți autori speculează că ar fi putut exista încă din perioada mezolitică. Datorită reutilizării frecvente a pieselor, această ipoteză este dificil de dovedit. Deși cea mai cunoscută dintre aceste structuri este cea de la Stonehenge, unde structura principala datează de la începutul epocii bronzului, asemenea monumente au fost descoperite în tot vestul și nordul Europei, mai ales la Carnac, Franța, la Skara Brae în Insulele Orkney, în Portugalia, și în Wiltshire, Anglia, în zona Stonehenge, cercul de la Avebury, mormintele de la West Kennet, precum și Woodhenge. Un mormânt descoperit în New Grange, Irlanda, avea intrarea acoperită de o piatră mare sculptată cu un model complicat de spirale.Mormântul de la Knowth avea de asemenea ornamente sculptate în piatră, printre care s-ar putea afla și cea mai veche reprezentare a lunii. Multe din aceste monumente erau morminte megalitice, iar arheologii presupun că majoritatea aveau o importanță religioasă.

### Epoca bronzului
Epoca bronzului a început în Europa în mileniul al III-lea î.e.n., și odată cu ea a a părut un nou mediu de propagare a artei. Eficiența crescută a uneltelor din bronz a adus cu ea o creștere a productivității, ceea ce a condus la un surplus - primul pas pentru crearea unei clase de meșteșugari. Datorită bogăției mai mari a societății, au început să fie produse și bunuri de lux, mai ales arme decorate, cum ar fi căști de ceremonie din bronz, săbii și topoare ornamentale, instrumente muzicale ca lur-ul și alte obiecte ceremoniale fără o utilitate precisă.
Arta pe pietre, ilustrând scene din viața de zi cu zi și diferite ritualuri religioase, a fost găsită în multe locuri, cum ar fi Bohuslän, Suedia  și Val Carmonica  în nordul Italiei.

### Epoca fierului
Epoca fierului a însemnat dezvoltarea sculpturilor antropomorfe, cum ar fi războinicul din Hirschlanden, și statuia din Glauberg, Germania. La începutul epocii fierului, artiștii din cultura Hallstatt preferau desenele geometrice și abstracte, fiind probabil influențați de legăturile comerciale pe care le aveau cu Orientul Mijlociu.
Stilul artistic al culturii La Tène din Franța era mai complex și prezenta mai multe linii curbe. Această cultură s-a dezvoltat în Europa la sfârșitul Epocii Fierului și își avea centrul în valea Rinului. Clasele conducătoare par să fi încurajat ostentația și influențele Clasice, cum ar fi cupele de bronz care dovedesc obiceiul de a bea vin. Mesele luate în grup erau o parte importantă a societății Celte din acea perioadă, și o mare parte din arta lor era exprimată prin farfurii, cuțite, oale și cupe. Potcoavele cailor și armele erau de asemenea bogat ornamentate. Deși monedele din această perioadă sunt copii de slabă calitate ale monedelor grecești și romane, stilul artistic celtic, mai exuberant, este clar vizibil.
Vestitul mormânt de la Waldalgesheim, în zona Rinului conține multe exemple de artă aparținând civilizației La Tène, ca de exemplu o carafă de bronz și plăci de bronz cu figuri umane ștanțate. Multe piese prezentau forme curbe, organice.
În mare parte din vestul Europei, anumite elemente din această perioadă au supraviețuit în arta și arhitectura coloniilor romane. În zona unde influența romana a lipsit ca de exemplu în Irlanda și Northumbria, arta din epoca fierului a continuat și după sfârșitul acestei perioade.

## Artă nativă din Africa
Considerând adevărată teoria conform căreia oamenii sunt originari din Africa și tehnicile de vânătoare și culegere au apărut acolo, putem spune că există puține dovezi de artă adevărată înainte de marea înflorire a culturii din Paleoliticul superior. Totuși, una din cele mai vechi figurine cu Venus este originară din Africa. Acest lucru, precum și alte indicii sugerează că oamenii aveau o concepție mai largă despre lumea în care trăiau decât se credea anterior.

## Artă nativă din Oceania
Deși sunt originari din Asia, băștinașii din Australia, cunoscuți și ca aborigeni, au creat un stil aparte de artă. Cele mai vechi opere de artă ale aborigenilor sunt create în piatră. Majoritatea se aseamănă unor radiografii, pentru că arată oasele și organele animalelor reprezentate. O parte din arta aborigenă pare abstractă pentru privitorul modern, deoarece folosește forme geometrice și linii pentru a reprezenta peisajul. Acesta e reprezentat de sus. De exemplu, simbolul aborigen pentru un lac este o spirală dublă.
Nu departe de orașul Katherine din peninsula Arnhem (Australia) a fost descoperită în anul 2010 peștera Nawarla Gabarnmang, cea mai veche peșteră cu picturi murale aborigene din Australia (28.000 ani), respectiv una din cele mai vechi din lume.
Bradshaws reprezintă o formă unică de artă pe piatră ce se întâlnește în vestul Australiei.  În general reprezintă figuri umane desenate în cele mai mici detalii și cu proporțiile anatomice corecte. Ele datează de acum 17.000 de ani, iar originea lor este puternic disputată.
Ca și aborigenii din Australia, popoarele din Polinezia au lăsat în urmă o moștenire artistică aparte. Deși multe din artefactele lor erau create din materiale organice și au fost pierdute pe veci, câteva din realizările lor cele mai spectaculoase au supraviețuit în piatră și argilă. Printre acestea se numără numeroase fragmente de ceramică de pe tot cuprinsul Oceaniei, datând de la sfârșitul mileniului al II-lea î.e.n. De asemenea, aceste popoare au lăsat în urmă multe platforme de piatră și sculpturi dintre cale cele mai cunoscute sunt cele din Insula Paștelui.